# Ligne Takamori
La ligne Takamori (高森線, Takamori-sen) est une ligne ferroviaire située dans la préfecture de Kumamoto au Japon. Elle relie la gare de Tateno à Minamiaso à la gare de Takamori à Takamori. La ligne est exploitée par la compagnie Minami-Aso Railway.

## Histoire
La ligne est ouverte en 1928 par la Société gouvernementale des chemins de fer japonais. Elle est transférée à la Minami-Aso Railway en 1986.
La ligne est fortement endommagée à la suite des séismes de 2016 de Kumamoto. Seule la section entre Nakamatsu et Takamori reste exploitée. La totalité de la ligne rouvre le 15 juillet 2023.

## Caractéristiques

### Ligne
- Longueur : 17,7 km
- Écartement : 1 067 mm
- Nombre de voies : voie unique

### Gares
La ligne comporte 10 gares. 
| Gare                                         | Nom japonais                 | Distance (km) | Correspondances  | Localisation |
| -------------------------------------------- | ---------------------------- | ------------- | ---------------- | ------------ |
| Tateno                                       | 立野                         | 0             | JR Kyushu : Hōhi | Minamiaso    |
| Chōyō                                        | 長陽                         | 4,7           |                  | Minamiaso    |
| Kase                                         | 加勢                         | 5,7           |                  | Minamiaso    |
| Aso-Shimodajyo *                             | 阿蘇下田城 *                 | 7,2           |                  | Minamiaso    |
| Minamiaso Mizu-no-Umareru-Sato Hakusui-Kōgen | 南阿蘇水の生まれる里白水高原 | 9,1           |                  | Minamiaso    |
| Nakamatsu                                    | 中松                         | 10,5          |                  | Minamiaso    |
| Aso-Shirakawa                                | 阿蘇白川                     | 13,5          |                  | Minamiaso    |
| Minamiaso-Shirakawasuigen                    | 南阿蘇白川水源               | 14,3          |                  | Minamiaso    |
| Miharashidai                                 | 見晴台                       | 16,1          |                  | Minamiaso    |
| Takamori                                     | 高森                         | 17,7          |                  | Takamori     |

Historique des noms de gares marqués d'un *
- 12 février 1928 - Aso-Shimoda（阿蘇下田）
- 1er août 1993 - Aso-Shimodajo-Fureai-Onsen（阿蘇下田城ふれあい温泉）
- 15 juillet 2023 - Aso-Shimodajyo（阿蘇下田城）